# 久住滑空場
久住滑空場（くじゅうかっくうじょう）は、大分県竹田市にある場外離着陸場である。竹田市内の久住高原に所在し、主に、グライダーの滑空場として使用されている。

## 概要
日本学生航空連盟の九州地区におけるグライダーの活動拠点である。社会人一般のグライダー利用も行われている。久住高原の標高の高い場所にあることから主に5月から11月に利用され、11月から4月の間は主に熊本県熊本市にある白川滑空場が利用される。

## 施設データ
- 所在地：大分県竹田市久住町白丹[1]
- 設置者：公益社団法人日本学生航空連盟[2]
- 管理：特定非営利活動法人九州グライダースポーツ連盟[2]
- 交信周波数：130.625MHz[3]

## 事故
2005年5月17日に、九州工業大学所属、財団法人日本学生航空連盟運航のPZL ビエルスコ式SZD-50-3 プハッチが、ウインチ曳航による発航中に、発航地点から約700ｍの地点に墜落。搭乗していた操縦教員及び操縦練習生計2名が死亡した。